# X-chromosomaler Erbgang
Ein X-chromosomaler Erbgang ist ein Erbgang, bei dem das merkmalstragende Gen auf dem X-Chromosom liegt. Weil bei vielen Tierarten und bei Menschen die männlichen Individuen (neben dem Y-Chromosom) nur ein X-Chromosom besitzen, sind sie bezüglich Genen auf dem X-Chromosom immer reinerbig, genauer hemizygot. Darum tritt bei ihnen ein auf dem X-Chromosom codiertes Merkmal immer auch im Phänotyp auf, auch wenn es sich um ein rezessives Merkmal handelt. Welche Individuen Anlageträger sind und die Wahrscheinlichkeiten, ob und wie viele Merkmalsträger aus einer Verbindung bestimmter Partner hervorgehen würden, kann durch Stammbaumanalyse ermittelt werden.

## Beispiel bei einer Tierart mit X-chromosomaler Vererbung einer Fellfarbe

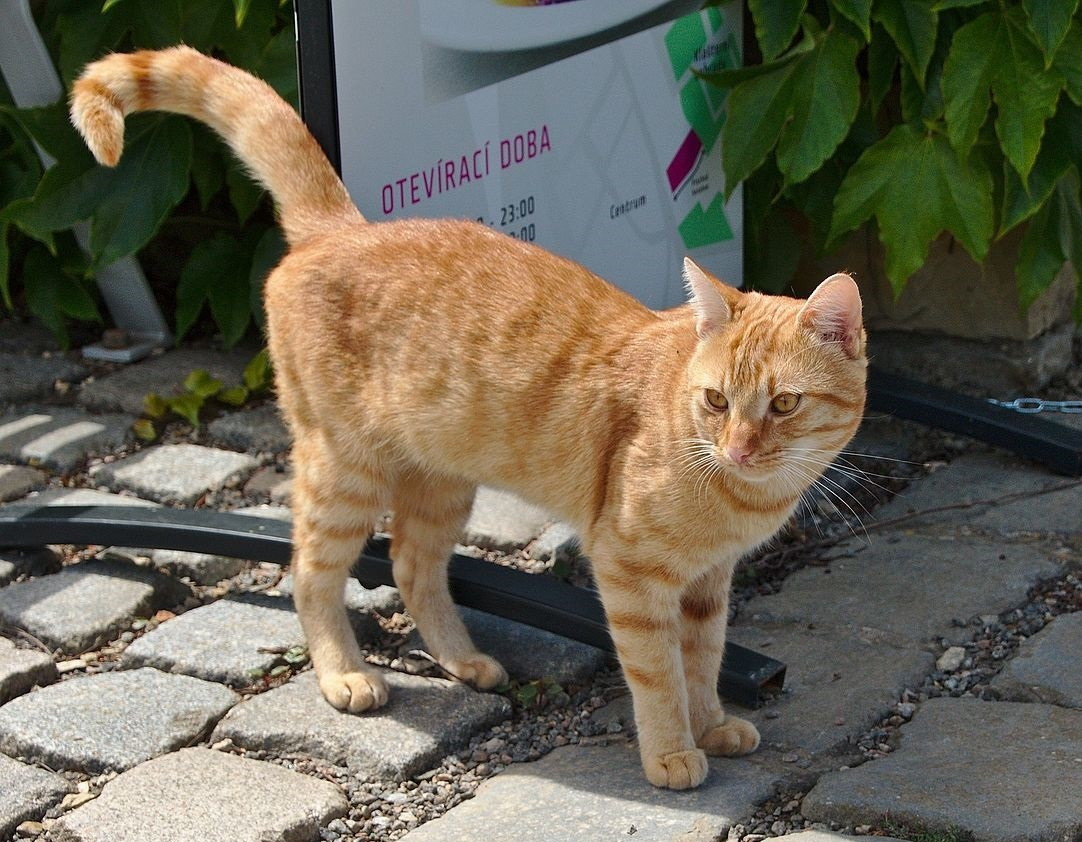
Kater orange beim Markieren

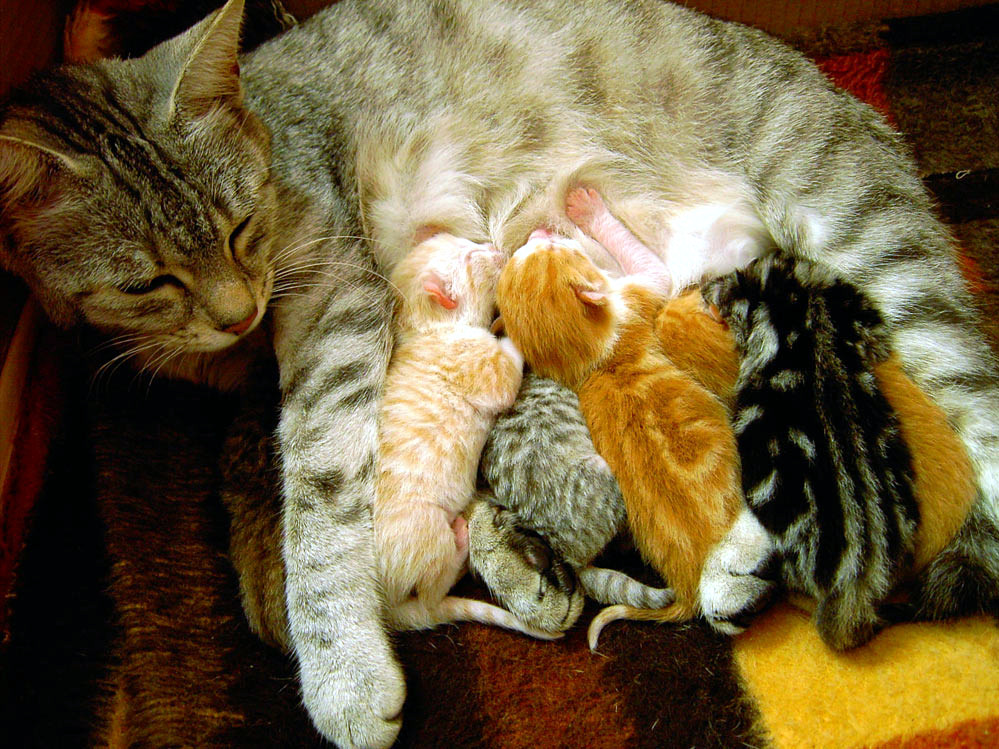
Heterozygote Kätzin mit ihren Jungen

Bei Hauskatzen gibt es ein rezessives Allel für orangefarbenes Fell auf dem X-Chromosom, weshalb orange Exemplare meistens Kater sind. Homozygote Weibchen können ebenfalls orange sein. Heterozygote Weibchen haben schwarzes Pigment im Fell, sind aber Konduktorinnen der Anlage für orange. Bild rechts: Kätzin mit schwarzer Tigerung als Konduktorin der rezessiven gonosomalen Erbanlage für orange mit Welpen von einem orangen Kater: Je nachdem, welches Allel ein Welpe von der Mutter erhalten hat, können (im Durchschnitt) 50 % nur Phäomelanin bilden und sind orange. 50 % können auch Eumelanin bilden, erkennbar an den schwarzen bzw. grauen Streifen.
Bei den männlichen Welpen (XY) ist entscheidend für die Fellfarbe, welches der beiden X-Chromosome sie von der Mutter bekommen haben, weil das Y-Chromosom vom Vater kein entsprechendes Allel enthält. Bei den weiblichen Welpen (XX) ist ebenfalls entscheidend, welches X-Chromosom sie von der Mutter bekommen haben, weil die Anlage für orange rezessiv ist, so dass nur homozygote orange werden.

## X-chromosomale Erbkrankheiten beim Menschen
Relevant werden die Regeln der X-chromosomalen Vererbung beispielsweise bei Erbkrankheiten, die durch ein mutiertes Allel eines X-chromosomalen Gens hervorgerufen werden. Frauen erkranken bei der häufigeren rezessiven X-chromosomalen Vererbung nur, wenn sie das Merkmal auf beiden X-Chromosomen tragen. Sind sie heterozygot, so geben sie das Gen mit 50%iger Wahrscheinlichkeit an ihre Söhne weiter, die dann erkranken. Töchter sind zu 50 % ebenfalls latente Überträgerinnen, ohne selbst erkrankt zu sein. Beispiele für solche Erbkrankheiten sind die Bluterkrankheit und die Rot-Grün-Sehschwäche.
Bei dominanten Allelen sind die Mütter selbst erkrankt und geben das Merkmal zu je 50 % an Söhne und Töchter weiter, die beide ebenfalls erkranken. Wenn der Vater das Allel trägt, ist er auch in diesem Fall immer erkrankt. Er gibt das Allel an alle Töchter (nie an Söhne) weiter, die bei dominantem Erbgang auch erkranken und bei rezessiven Erbgang ihrerseits Überträgerinnen werden. Beispiele für solche Erkrankungen sind das Rett-Syndrom, das Bloch-Sulzberger-Syndrom und die meisten Fälle des Alport-Syndroms.

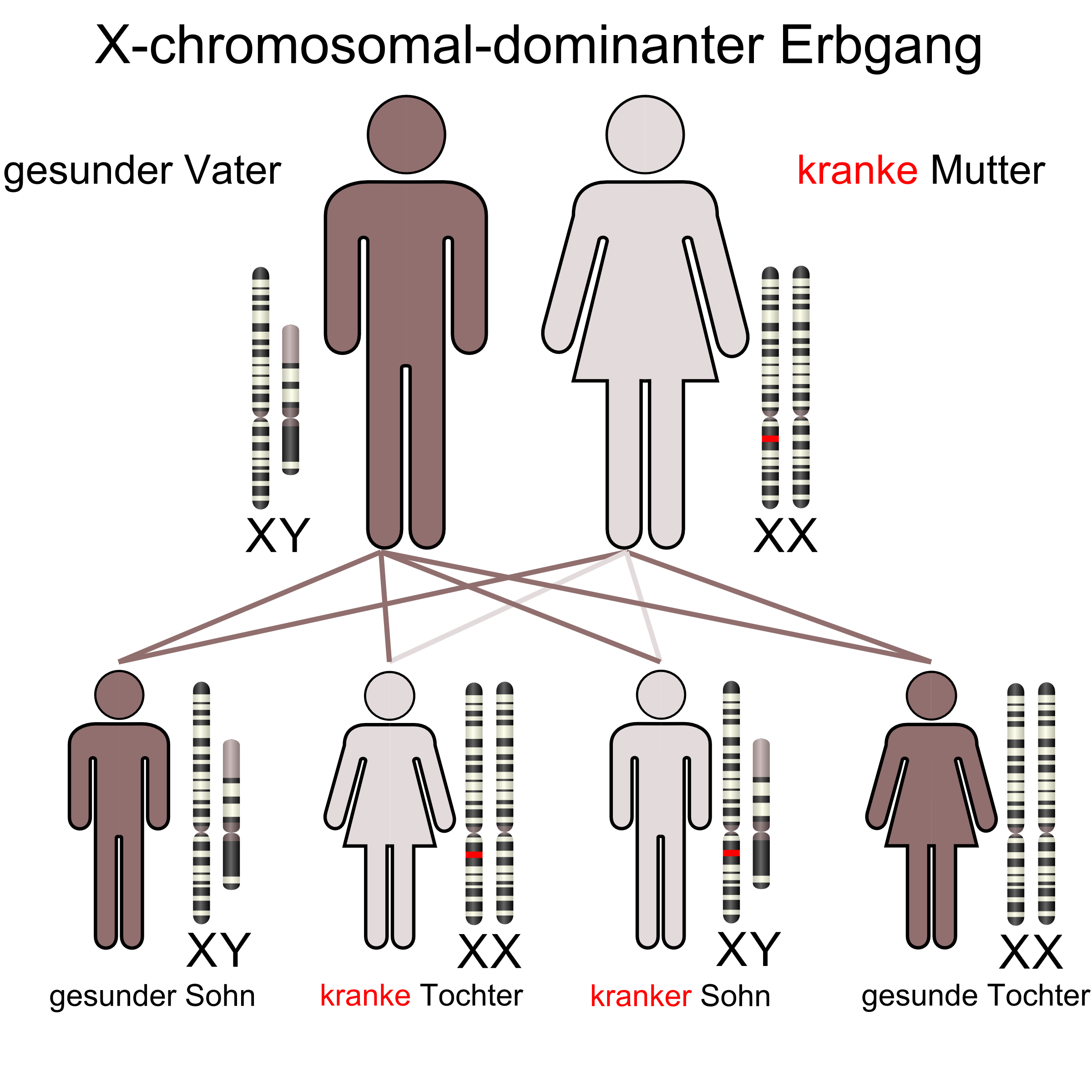
X-chromosomal durch die Mutter vererbtes, dominantes Merkmal. Söhne und Töchter prägen das Merkmal in jeweils 50 % der Fälle aus.
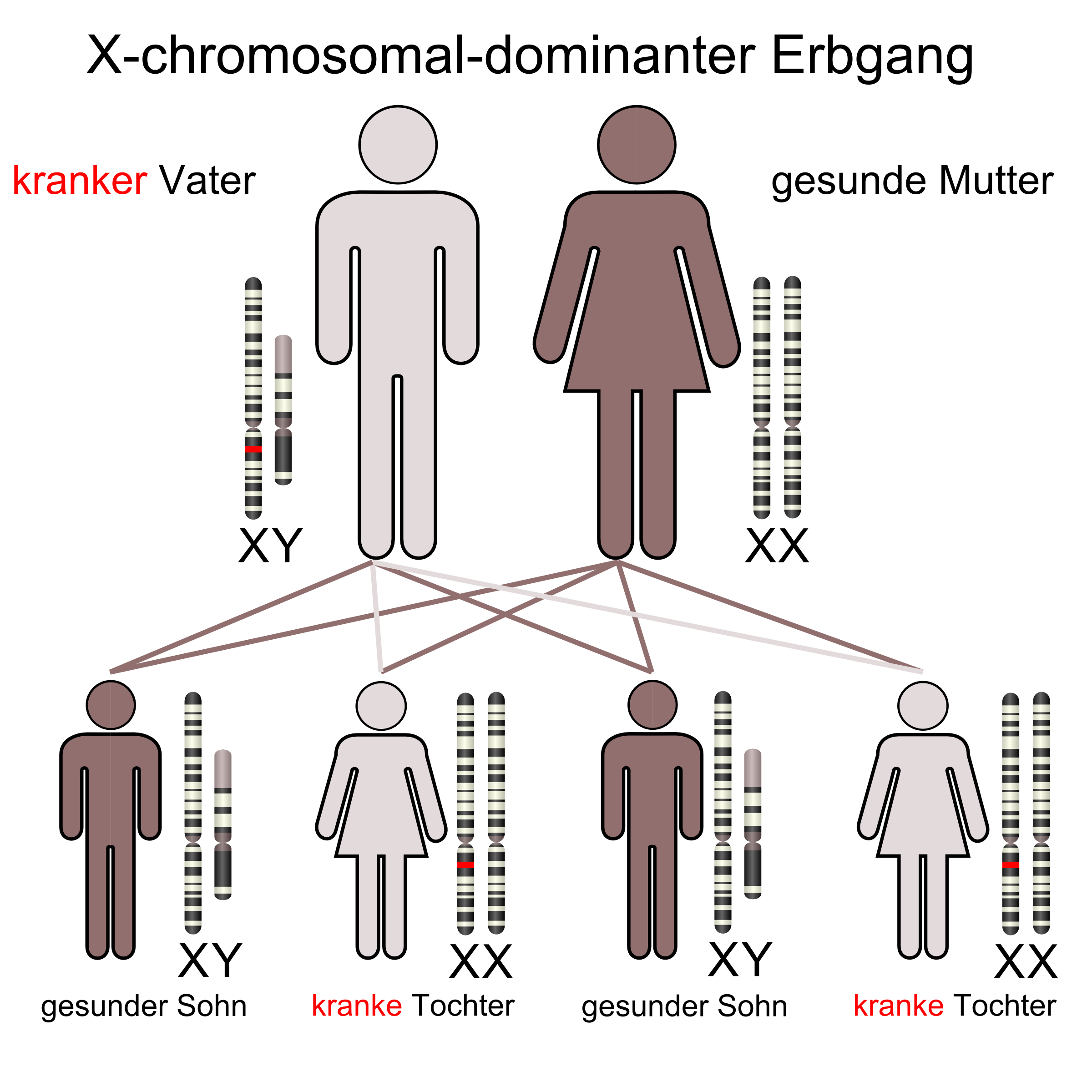
X-chromosomal durch den Vater vererbtes, dominantes Merkmal. Alle Töchter tragen das Merkmal.
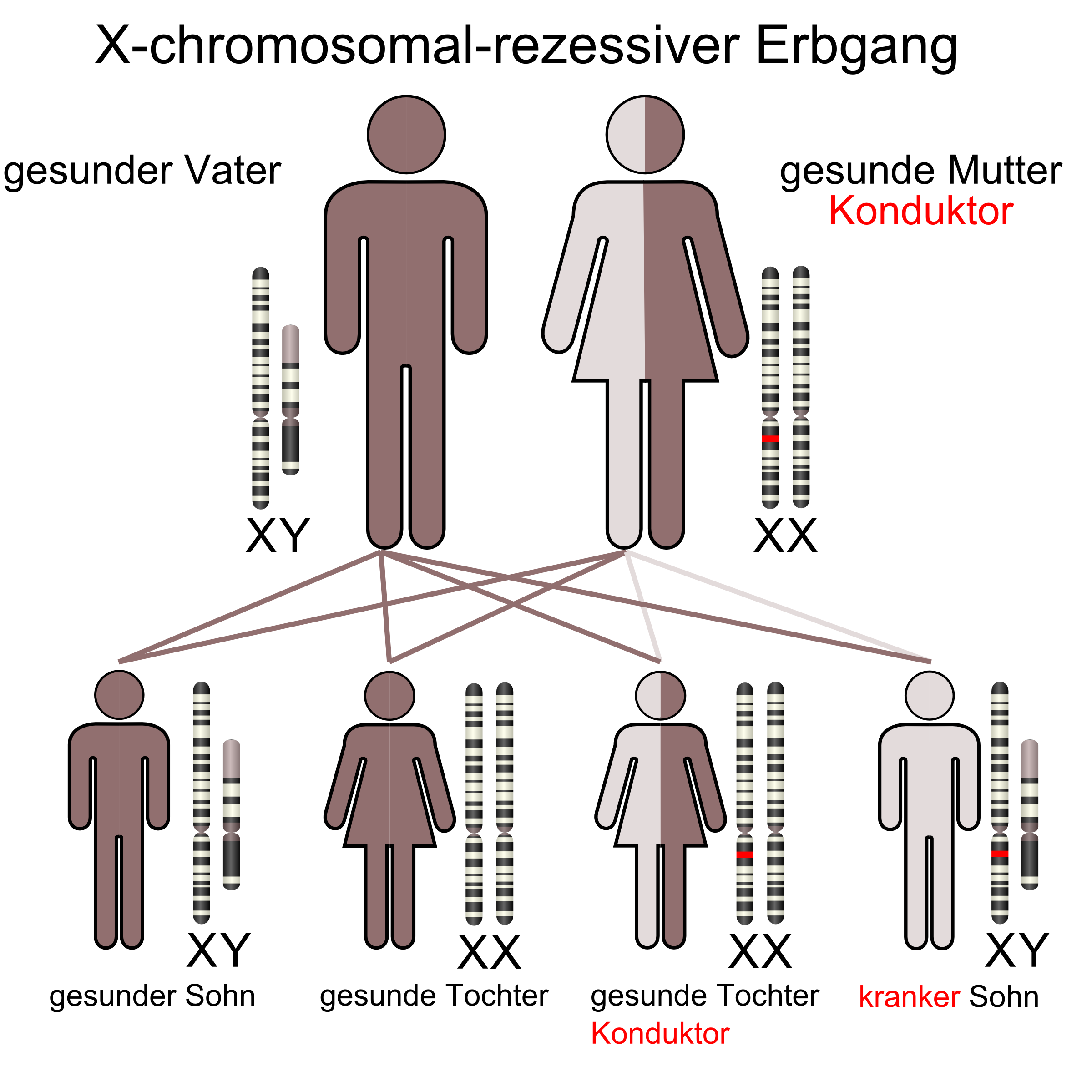
X-chromosomal durch die Mutter vererbtes, rezessives Merkmal. 50 % der Söhne tragen das Merkmal, 50 % der Töchter geben es weiter, ohne selbst betroffen zu sein.
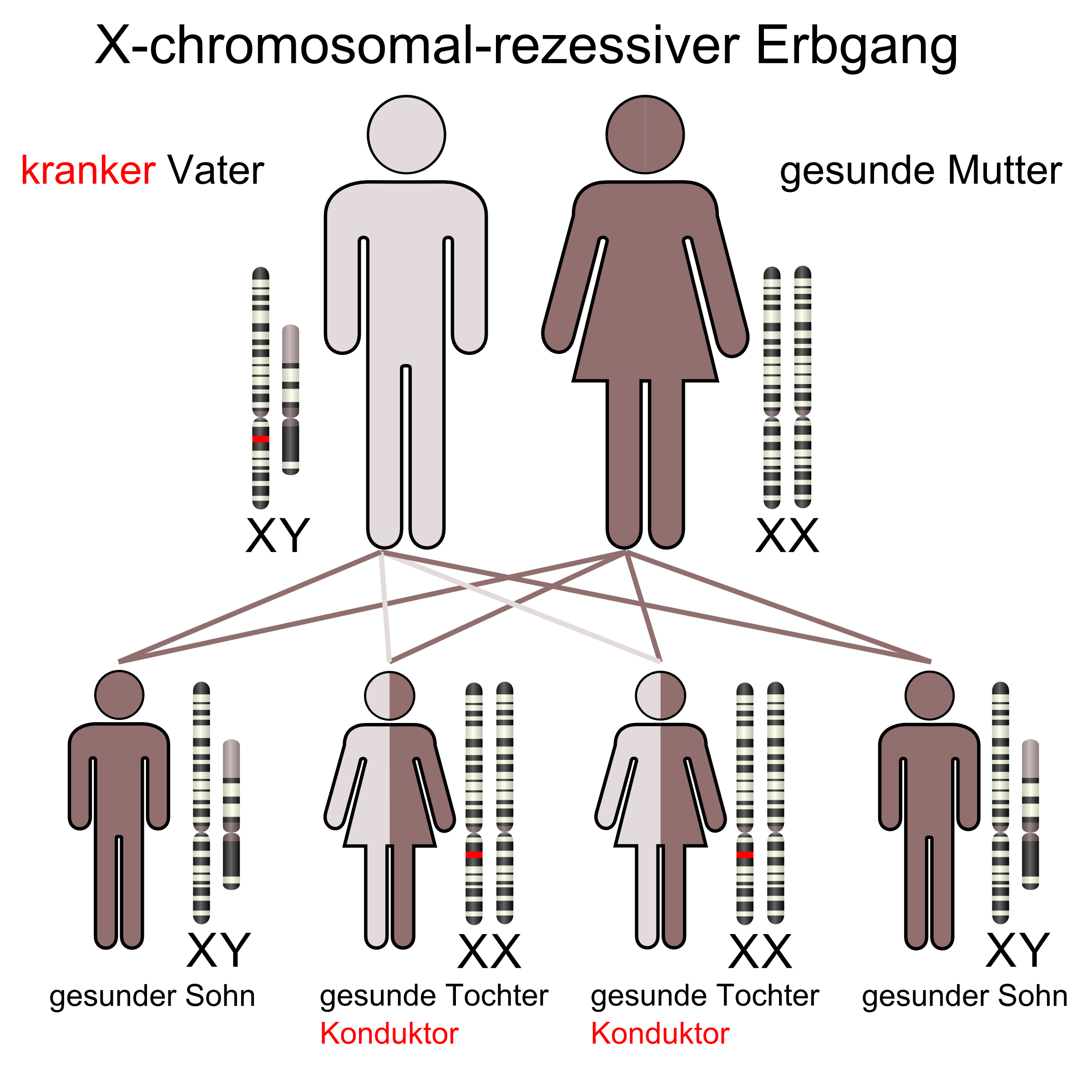
X-chromosomal durch den Vater vererbtes Merkmal. Alle Töchter besitzen ein rezessives Allel, ohne selbst betroffen zu sein – d. h. sie sind gesund, können aber diese Anlage weitergeben (siehe X-chromosomal durch die Mutter vererbtes, rezessives Merkmal).